# Lantzville
Lantzville es un municipio distrital canadiense situado en la provincia de Columbia Británica.

## Superficie
Lantzville tiene una superficie de 27,68 km².

## Demografía
En 2021, tenía 3817 habitantes, una densidad poblacional de 137,9 hab./km², y 1568 viviendas.